# 摩根大道車站
摩根大道車站（英語：Morgan Avenue station）是紐約地鐵BMT卡納西線的一個地鐵站，位於布魯克林東威廉斯堡摩根大道及哈里森廣場交界，設有L線（任何時候停站）列車服務。

## 車站結構
| G        | 街道層   | 出入口                                |
| M        | 夾層     | 閘機、車站詢問處、MetroCard自動售票機 |
| P 月台層 | 側式月台 | 側式月台                              |
| P 月台層 | 西行     | ← 往第八大道 (蒙特羅斯大道)           |
| P 月台層 | 東行     | → 往卡納西-洛克威公園道 (傑斐遜街) →  |
| P 月台層 | 側式月台 |                                       |

摩根大道車站在1928年7月14日，作為卡納西線最後一部分啟用。

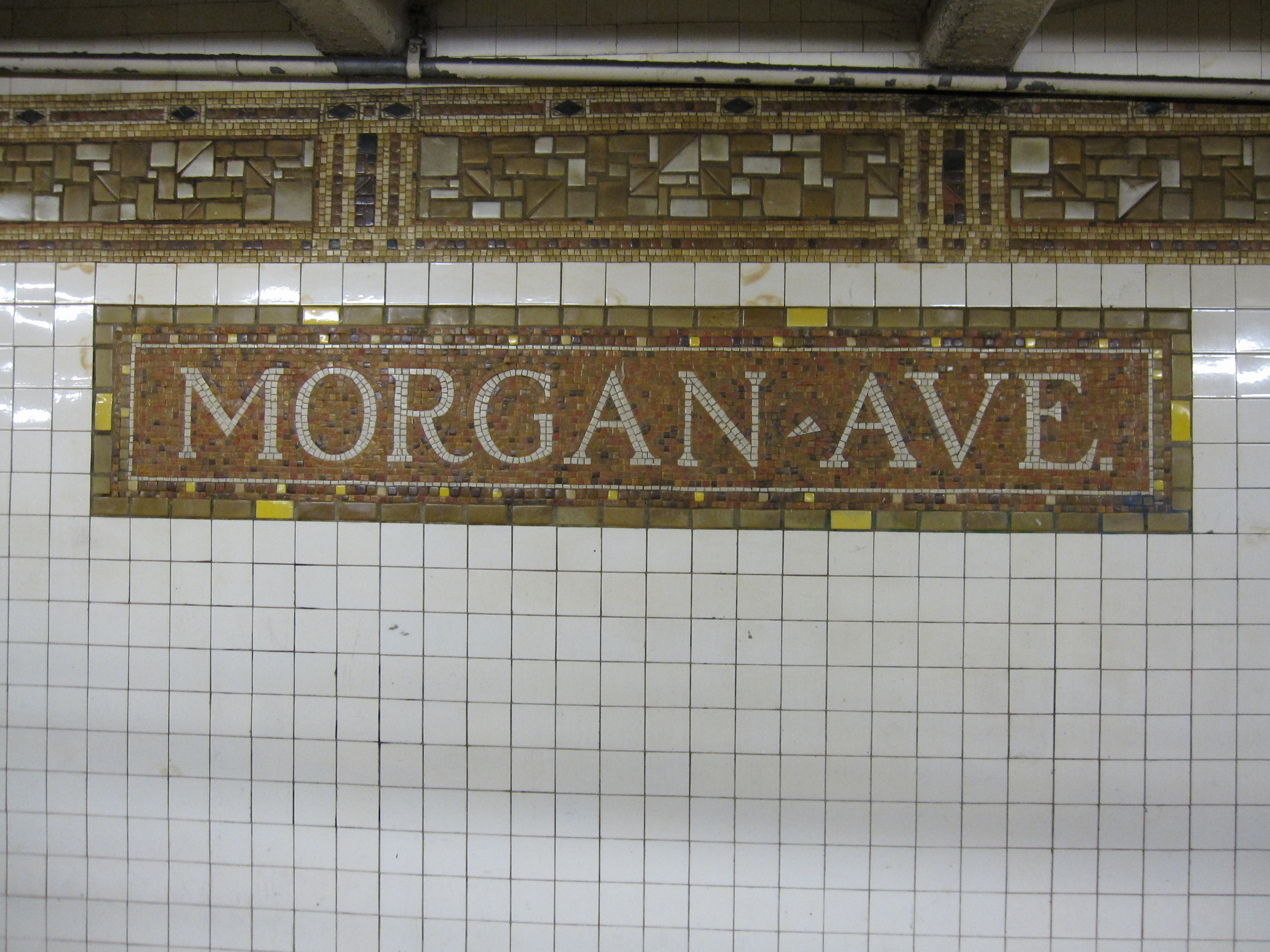
瓷磚

此站設有兩個側式月台和兩條軌道

## 外部連結
- nycsubway.org—BMT Canarsie: Morgan Avenue
- Station Reporter — . stationreporter.net. （原始内容存档于30 June 2013）.
- The Subway Nut — Morgan Avenue Pictures （页面存档备份，存于）
- Morgan Avenue entrance from Google Maps Street View （页面存档备份，存于）
- Bogart Street entrance from Google Maps Street View （页面存档备份，存于）
- Platforms from Google Maps Street View